# Я (фильм)
«Я» — автобиографический кинофильм-драма 2009 года российского режиссёра Игоря Волошина о молодёжной наркоманской тусовке времён позднего СССР. Приз фестиваля Кинотавр 2009 за лучшую операторскую работу. Премьера 15 октября 2009 года.

## Сюжет
В русской драме «Я», своего рода пересечение сюжета «На игле» и «Пролетая над гнездом кукушки», по сюжету 18-летний наркоман пытается уклониться от службы в армии, симулируя безумие в начале 1990-х годов перед самым распадом СССР.
Пришла гласность. Советский Союз вот-вот распадется, старые условности рушатся. Компания молодых людей в Севастополе наслаждается своей вновь обретенной свободой, принимая наркотики, недавно наводнившие рынок, и нося панк-одежду через 10 лет после того, как все на Западе перешли к другой моде. Главный герой-подросток Я (Артур Смольянинов), втягивается в их круг и в конечном итоге становится другом лидера банды и главного наркодилера Румына (Алексей Горбунов). Однако, когда Героя ждёт призыв в армию, его единственный выход — либо сказаться сумасшедшим, либо убедить власти в том, что он гей. Его отправляют в психиатрическую клинику. Жизнь — не пикник в психушке под строгим управлением главного врача Елизаветы (Анна Михалкова, также и продюсер картины). Герой встречает и ухаживает за красивой медсестрой Ниной (Оксана Акиньшина).
Картина снята по повести самого Волошина, поэтому режиссёр дал фильму такое название. По признанию автора, духовным отцом фильма «Я» можно назвать Алексея Балабанова, который посоветовал Игорю экранизировать свои воспоминания. Волошин пригласил для съёмок почти тот же актёрский состав, что и в фильме «Нирвана», который был отмечен на «Кинотавре» как лучший дебют.
Игорь Волошин говорил о своей картине:
Фильм «Я» сугубо реалистичен. Я хочу, чтобы он вызвал сострадание к людям, чья молодость пришлась на 1990-е годы и которые погибли не на Второй мировой, а на настоящей метафизической третьей.
Режиссёр отмечает: «В картине отчасти исследуется природа зла, с которым сталкиваются герои, как оно влияет на взаимоотношения между людьми. Также в фильме речь идет о вере человека, правде, трагических потерях близких. Для меня важна некоторая мораль, обозначение полярностей, выявление акцентов зрительского восприятия».
Действие картины происходит в родном городе Игоря Волошина — Севастополе. Съемки фильма проходили в Москве, Санкт-Петербурге, Севастополе, Симеизе, Алупке. «Я» — рассказ о судьбе потерянного поколения 1980-х годов.

## В ролях
- Артур Смольянинов — я
- Алексей Горбунов — Румын, наркодилер
- Ольга Симонова — Линда
- Михаил Евланов — Эдик
- Мария Шалаева — Чера
- Евгений Ткачук — Париж
- Яков Шамшин — Водяра
- Илья Дель — Карп
- Георгий Пицхелаури — Геша
- Роман Радов — Труп
- Оксана Акиньшина — Нина, медсестра
- Анна Михалкова — Калитка, главврач психбольницы
- Ирина Бразговка — мать
- Владимир Сорокалита — папа Эдика
- Алексей Полуян — водила труповозки
- Олег Гаркуша — хохотун
- Андрей Хабаров — Фридрих
- Пётр Зайченко — чернобылец
- Дмитрий Поддубный — эпизод
- Владислав Исаев — Я в юности

## Отзывы
Премьера состоялась 15 октября 2009 года.
Олег Зинцов, журнал Искусство кино, пишет о сюжете «Любимая мизансцена Бориса Гребенщикова: сошлись наш ангел-алкоголь и их демон-кокаин.». Фильм по его определению это одновременно набор наркоманских баек, лирическая комедия-мюзикл и блатной романс.
Из актёрских работ выделяется наркодилер и гуру Румын в исполнении Алексея Горбунова.
Положительно отмечается аудиоряд фильма «Саундтрек служит для фильма не только ритмическим ключом. Именно из него вытанцовываются стиль и смысл. Диковатый микс плаксивого „Ласкового мая“ и миккимаусных хохотунов VideoKids, шансонье „в законе“ Михаила Круга и готических Swans безошибочно отмечает переход от 80-х к 90-м».
Вадим Зельбин пишет; "Советские восьмидесятые – это такой герметичный пузырь с токсичными отходами, где ферментируются в закрытом цикле вещи, от которых человечество наивно полагает что избавилось. Вареные штаны. Девушки с начесом. Нашивки "Slayer". Чернобыль. Русский шансон. Дешевые, грязные наркотики. Уродская и чудовищно навязчивая музыка типа VideoKids, которой суждено быть вечной. Воспитанные режиссеры обращаются с этим хозяйством очень деликатно: делают пузырю маленькую пункцию, рискуя отравить весь фильм – с экологией в те времена действительно было очень плохо. Волошин взрезает пузырь кухонным мачете и вываливает дымящееся содержимое на зрителя. Адски, адски весело и больно".
Лесли Филперин, кинообозреватель крупных английских изданий, пишет: «Сценарий, несмотря на приземленные, часто забавные диалоги, представляет собой довольно бестолковую вещь, но, тем не менее, он острее мелодрамы „Нирвана“.
Фильм был участником конкурсной программы 20-го Юбилейного Открытого Российского кинофестиваля „Кинотавр“.
- Приз за лучшую операторскую работу получил оператор фильма Дмитрий Яшонков.